# He Wenna
Dans ce nom chinois, le nom de famille, He, précède le nom personnel.
He Wenna (chinois : 何雯娜), née le 19 janvier 1989 à Longyan, est une gymnaste trampoliniste chinoise.

## Palmarès

### Jeux olympiques
| Épreuve/Année | Pékin 2008 | Londres 2012 |
| ------------- | ---------- | ------------ |
| Individuel    | 1re 37,800 | 3e 55,950    |

### Championnats du monde
| Épreuve/Année | Québec 2007 | Saint-Pétersbourg 2009 | Birmingham 2011 | Odense 2015 |
| ------------- | ----------- | ---------------------- | --------------- | ----------- |
| Individuel    | 4e 37,100   | 2e 39,400              | 1re 56,275      |             |
| Par équipe    | 1re 115,200 | 1re 117,000            | 1re 164,485     | 1re 165,235 |

### Jeux asiatiques
| Épreuve/Année | Guangzhou 2010 |
| ------------- | -------------- |
| Individuel    | 2e             |